# Hoplodrina grisescens
Hoplodrina grisescens là một loài bướm đêm trong họ Noctuidae.